# 1957-es magyar férfi vízilabdakupa
A magyar férfi vízilabdakupa 1957-es kiírását a Ferencvárosi TC nyerte.

## Eredmények

### Selejtező
| Hely. | Csapat        | M | Gy | D | V | G+ | G– | Gk  | P | Továbbjutás vagy kiesés |  | UD   | BPSP | CSEP |
| ----- | ------------- | - | -- | - | - | -- | -- | --- | - | ----------------------- |  | ---- | ---- | ---- |
| 1.    | Újpesti Dózsa | 2 | 2  | 0 | 0 | 19 | 7  | +12 | 4 | Az elődöntőbe jutott    |  | —    | 5–3  | 14–4 |
| 2.    | Bp. Spartacus | 2 | 1  | 0 | 1 | 16 | 8  | +8  | 2 | Az elődöntőbe jutott    |  | 3–5  | —    | 13–3 |
| 3.    | Csepel Autó   | 2 | 0  | 0 | 2 | 7  | 27 | −20 | 0 |                         |  | 4–14 | 3–13 | —    |

A Gyárépítők visszalépett.
| Hely. | Csapat            | M | Gy | D | V | G+ | G– | Gk  | P | Továbbjutás vagy kiesés |      | BHSE | VM  | BVT  | KTEX |
| ----- | ----------------- | - | -- | - | - | -- | -- | --- | - | ----------------------- | ---- | ---- | --- | ---- | ---- |
| 1.    | Bp. Honvéd        | 3 | 3  | 0 | 0 | 29 | 5  | +24 | 6 | Az elődöntőbe jutott    |      | —    | 3–2 | 16–2 | 10–1 |
| 2.    | Bp. Vörös Meteor  | 0 | 0  | 0 | 0 |    |    | —   | 0 | Az elődöntőbe jutott    |      | 2–3  | —   | 6–5  | ?–?  |
| 3.    | Bp. Városi Tanács | 3 | 1  | 0 | 2 | 15 | 24 | −9  | 2 |                         |      | 2–16 | 5–6 | —    | 8–2  |
| 4.    | Kistext           | 0 | 0  | 0 | 0 |    |    | —   | 0 |                         | 1–10 | ?–?  | 2–8 | —    |      |

A Tipográfia és a Siketek SC visszalépett.
| Hely. | Csapat         | M | Gy | D | V | G+ | G– | Gk  | P | Továbbjutás vagy kiesés |      | BVSC | B   | MTK | ELE  |
| ----- | -------------- | - | -- | - | - | -- | -- | --- | - | ----------------------- | ---- | ---- | --- | --- | ---- |
| 1.    | BVSC           | 3 | 2  | 1 | 0 | 22 | 8  | +14 | 5 | Az elődöntőbe jutott    |      | —    | 3–3 | 5–3 | 14–2 |
| 2.    | Szolnoki Dózsa | 3 | 1  | 2 | 0 | 19 | 7  | +12 | 4 | Az elődöntőbe jutott    |      | 3–3  | —   | 2–2 | 14–2 |
| 3.    | MTK            | 3 | 1  | 1 | 1 | 10 | 9  | +1  | 3 |                         |      | 3–5  | 2–2 | —   | 5–2  |
| 4.    | Elektromos     | 3 | 0  | 0 | 3 | 6  | 33 | −27 | 0 |                         | 2–14 | 2–14 | 2–5 | —   |      |

Az UTTE visszalépett
| Hely. | Csapat             | M | Gy | D | V | G+ | G– | Gk  | P | Továbbjutás vagy kiesés |      | VAS  | FTC  | EGER | TB   |
| ----- | ------------------ | - | -- | - | - | -- | -- | --- | - | ----------------------- | ---- | ---- | ---- | ---- | ---- |
| 1.    | Vasas SC           | 3 | 3  | 0 | 0 | 36 | 9  | +27 | 6 | Az elődöntőbe jutott    |      | —    | 4–3  | 15–4 | 17–2 |
| 2.    | Ferencvárosi TC    | 3 | 2  | 0 | 1 | 26 | 10 | +16 | 4 | Az elődöntőbe jutott    |      | 3–4  | —    | 11–2 | 12–4 |
| 3.    | Egri SC            | 3 | 1  | 0 | 2 | 17 | 30 | −13 | 2 |                         |      | 4–15 | 2–11 | —    | 11–4 |
| 4.    | Tatabányai Bányász | 3 | 0  | 0 | 3 | 10 | 40 | −30 | 0 |                         | 2–17 | 4–12 | 4–11 | —    |      |

Az Óbudai Hajógyár és a Győri Vasas ETO visszalépett.

### Elődöntő
játéknap: november 21., 23., 24., december 3.
I. csoport
| Hely. | Csapat           | M | Gy | D | V | G+ | G– | Gk  | P | Továbbjutás vagy kiesés |     | FTC | BHSE | VAS | VM  |
| ----- | ---------------- | - | -- | - | - | -- | -- | --- | - | ----------------------- | --- | --- | ---- | --- | --- |
| 1.    | Ferencvárosi TC  | 3 | 2  | 0 | 1 | 9  | 5  | +4  | 4 | A döntőbe jutott        |     | —   | 2–1  | 3–4 | 4–0 |
| 2.    | Bp. Honvéd       | 3 | 2  | 0 | 1 | 9  | 5  | +4  | 4 | A döntőbe jutott        |     | 1–2 | —    | 5–1 | 3–2 |
| 3.    | Vasas SC         | 3 | 2  | 0 | 1 | 14 | 10 | +4  | 4 |                         |     | 4–3 | 1–5  | —   | 9–2 |
| 4.    | Bp. Vörös Meteor | 3 | 0  | 0 | 3 | 4  | 16 | −12 | 0 |                         | 0–4 | 2–3 | 2–9  | —   |     |

II. csoport
| Hely. | Csapat         | M | Gy | D | V | G+ | G– | Gk  | P | Továbbjutás vagy kiesés |     | UD  | SZOL | BPSP | BVSC |
| ----- | -------------- | - | -- | - | - | -- | -- | --- | - | ----------------------- | --- | --- | ---- | ---- | ---- |
| 1.    | Újpesti Dózsa  | 3 | 3  | 0 | 0 | 19 | 9  | +10 | 6 | A döntőbe jutott        |     | —   | 5–4  | 5–3  | 9–2  |
| 2.    | Szolnoki Dózsa | 3 | 1  | 1 | 1 | 9  | 9  | 0   | 3 | A döntőbe jutott        |     | 4–5 | —    | 2–1  | 3–3  |
| 3.    | Bp. Spartacus  | 3 | 1  | 0 | 2 | 8  | 10 | −2  | 2 |                         |     | 3–5 | 1–2  | —    | 4–3  |
| 4.    | BVSC           | 3 | 0  | 1 | 2 | 8  | 16 | −8  | 1 |                         | 2–9 | 3–3 | 3–4  | —    |      |

### 5–8. helyért
játéknap: december 8., 14. 15.
| Hely. | Csapat           | M | Gy | D | V | G+ | G– | Gk  | P |  | BPSP | VAS | BVSC | VM   |
| ----- | ---------------- | - | -- | - | - | -- | -- | --- | - |  | ---- | --- | ---- | ---- |
| 1.    | Bp. Spartacus    | 3 | 2  | 1 | 0 | 20 | 9  | +11 | 5 |  | —    | 3–3 | 4–3  | 13–3 |
| 2.    | Vasas SC         | 3 | 1  | 1 | 1 | 14 | 10 | +4  | 3 |  | 3–3  | —   | 2–5  | 9–2  |
| 3.    | BVSC             | 3 | 1  | 0 | 2 | 12 | 11 | +1  | 2 |  | 3–4  | 5–2 | —    | 4–5  |
| 4.    | Bp. Vörös Meteor | 3 | 1  | 0 | 2 | 10 | 26 | −16 | 2 |  | 3–13 | 2–9 | 5–4  | —    |

### Döntő
játéknap: december 7., 8., 14., 15.
| Hely. | Csapat          | M | Gy | D | V | G+ | G– | Gk | P | Továbbjutás vagy kiesés |     | FTC | BHSE | UD  | SZOL |
| ----- | --------------- | - | -- | - | - | -- | -- | -- | - | ----------------------- | --- | --- | ---- | --- | ---- |
| 1.    | Ferencvárosi TC | 3 | 2  | 1 | 0 | 6  | 4  | +2 | 5 | Kupagyőztes             |     | —   | 2–1  | 3–2 | 1–1  |
| 2.    | Bp. Honvéd      | 3 | 2  | 0 | 1 | 6  | 4  | +2 | 4 |                         |     | 1–2 | —    | 3–1 | 2–1  |
| 3.    | Újpesti Dózsa   | 3 | 1  | 0 | 2 | 8  | 10 | −2 | 2 |                         | 2–3 | 1–3 | —    | 5–4 |      |
| 4.    | Szolnoki Dózsa  | 3 | 0  | 1 | 2 | 6  | 8  | −2 | 1 |                         | 1–1 | 1–2 | 4–5  | —   |      |

A Ferencváros kupagyőztes csapata: Hullmann Géza, Jeney László – Dancsa István, Wolf Károly, Haraszti Tegze, Kiss Egon, Felkai László, Kárpáti György, Pál Imre, Rázga Tamás, edző: Fábián Dezső